# ユンカース ユモ 223
ユンカース ユモ 223（Junkers Jumo 223）は、ユンカースによる24気筒・48ピストンの航空用ディーゼルエンジンである。ユンカース ユモ 205（直列6気筒・12ピストン）をベースとして、実験的に作られた。
Jumo 223はJumo 205と同じような2行程対向ピストン型の航空用ディーゼルエンジンで、4本のクランクシャフトを菱形に配置し、24本（4バンクで各バンク6気筒）のシリンダーと48個（対向ピストン式のため）のピストンとコネクティングロッドで構成されていた。このエンジンは4,400 rpmで2,500馬力を出せるように設計され、2,370 kgもの重量がある巨大なエンジンであった。
このエンジンは一基だけ製造されたことが記録に残っているが、第二次世界大戦後にモスクワに運ばれて改良が続けられたとの説がある。

## Jumo 224
Jumo223はさらに大きなエンジン（4,500馬力の出力を目指したJumo 224）の開発に着手するために、1942年に開発が中止された。
Jumo223、Jumo 224は3本のクランクシャフトを持つ ネイピア デルティック形式のエンジンに影響を与えたといわれる。